# 金龍静
金龍 静（きんりゅう しずか、1949年 - ）は、日本の歴史学者・僧侶。その他、本願寺史料研究所副所長、円満寺住職。

## 来歴
- 1949年、北海道樺戸郡新十津川町の浄土真宗本願寺派円満寺に生まれる。
- 1972年、富山大学文理学部卒業。
- 1976年、名古屋大学大学院文学研究科博士後期課程退学（網野善彦に師事）
- 1976年、名古屋大学文学部助手
- 父の死去により北海道へ戻り円満寺住職に就任。
- 1996年、本願寺史料研究所員に就任。
- 2006年、同副所長。

蓮如研究で知られるが、中世・戦国・近世に至る北陸宗教史、真宗史、及び北海道仏教史に関する論文がある。

## 著書
- 『蓮如上人の目指した地平』（真宗大谷派宗務所出版部、1996）
- 『蓮如』（歴史文化ライブラリー　吉川弘文館、1997　ISBN　9784642054218、オンデマンド版 2017 ISBN　9784642754217
- 『蓮如上人の風景』（本願寺出版社、1998）
- 『一向一揆論』吉川弘文館.、2004　ISBN　9784642028356　オンデマンド版 　2022　ISBN　9784642728355

### 主な論文
- 「加賀一向一揆の形成過程」（『歴史学研究』436、1976）
- 「戦国時代の本願寺内衆下間氏」（『名古屋大学文学部研究論集』史学24、1977）
- 「越中一向宗教団の成立と構造」（『仏教史学研究』、1983）
- 「戦国期本願寺支配権の一考察」（『戦国大名論集』13、1984
- 「戦国期の本願寺宗主史料の一特徴」（『印度哲学仏教学』4、1989）
- 「戦国時代の本願寺内衆下間氏」（『蓮如大系』3、法蔵館、1996）
- 「宗教一揆論」（『蓮如大系』5、法蔵館、1996）
- 「一向宗の宗派の成立」（『講座蓮如』4、平凡社、1997）
- 「菅生の願正考」（『蓮如上人研究』1998）
- 「イエズス会史料の一向宗」（蓮如上人五百回忌記念論集『蓮如の世界』、1998）
- 「黎明期の松前専念寺考」（『印度哲学仏教学』14、1999）
- 「中世一向宗の善知識観」（『日本の歴史と真宗』、自照社出版、2001）

- CiNii>金龍静
- INBUDS>金龍静